# Parajaeschkea smithii
Parajaeschkea es un género monotípico de plantas fanerógamas perteneciente a la familia Gentianaceae. Su única especie: Parajaeschkea smithii, es originaria de Sikkim.

## Taxonomía
Parajaeschkea smithii fue descrita por  Isaac Henry Burkill y publicado en Rec. Bot. Surv. India 4: 223. 1911.